# August Friedrich Schenck

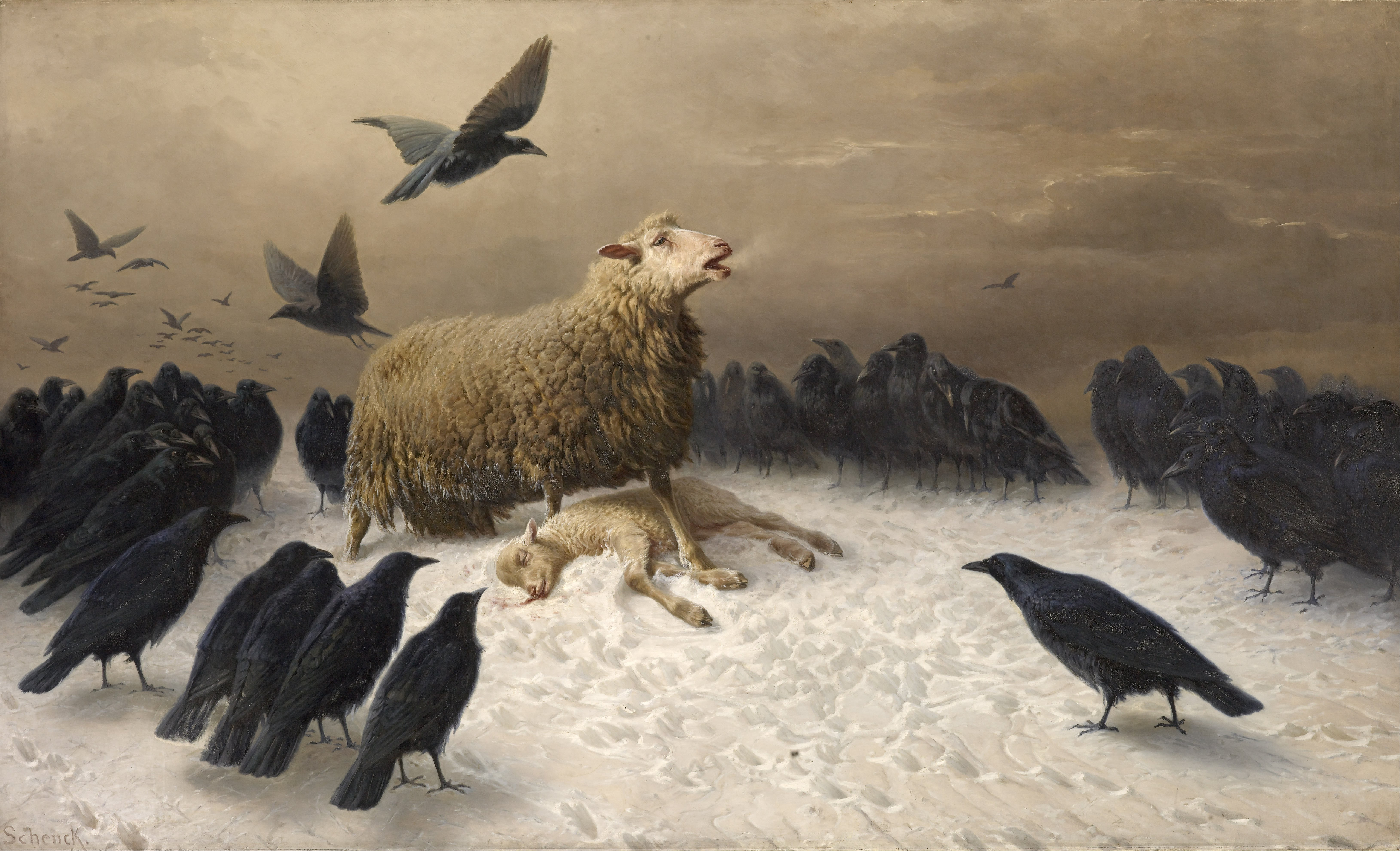
Angustia, 1878

August Friedrich Albrecht Schenk (Glückstadt, Alemania, 1828-Écouen, Francia, 1901) fue un pintor alemán, nacionalizado francés, especialista en paisajes y animales.

## Trayectoria
Realizó estudios en la École des Beaux-Arts, en París. Viajó a Inglaterra y Portugal, donde permaneció durante cinco años dedicándose a los negocios. Perdió gran parte de su dinero y regresó a Francia para completar su preparación con el pintor romántico Léon Cogniet. Expuso por primera vez en el Salón de 1855. Sus obras Descanso a la orilla del mar y El despertar fueron compradas por el Estado. Se naturalizó francés, aunque tuvo mayor reconocimiento en Inglaterra, Portugal y los Estados Unidos que en la propia Francia. Recibió varios premios y fue Caballero de las órdenes de Cristo de Portugal y de Isabel la Católica. Vivió los años finales de su vida en la población de Écouen, a donde se había mudado hacia 1862 con su esposa polaca.

## Obras
En los comienzos hizo dibujos y pinturas con distintos temas. Después de sus estudios con Cogniet, se dedicó por completo a la pintura de paisajes y animales, que suelen ser una metáfora de los seres humanos.
Su obra maestra es Angustia, actualmente en la Galería Nacional de Victoria de Australia, trabajada cuidadosamente con el color, el tono y el punto focal para crear el sentido y la atmósfera. La imagen es de gran potencia visual: Una oveja defiende el cuerpo de su cordero muerto. El frío de la nieve, la sangre brotando de la boca del cordero, el círculo de los cuervos negros, la desesperación de la oveja y su angustioso balido llamando al pastor que no viene a ayudarla. Una poderosa metáfora de los seres humanos que debe verse en la contraposición del dolor de la oveja y la siniestra espera de los cuervos.
De acuerdo a la conservadora de arte Laurie Benson, Schenck le dio a su angustiada oveja una expresión que sugiere desesperación mezclada con determinación estoica, tal vez buscando que el espectador se identificara de inmediato con la terrible situación del animal, rodeado de cuervos. Curiosamente, si se acepta que hay una cualidad antropomórfica en Angustia, entonces los cuervos bien puede ser el método de Schenck para aludir a la inhumanidad prevaleciente en la sociedad.